# Église Notre-Dame-des-Victoires de Lille
Pour les articles homonymes, voir Église Notre-Dame-des-Victoires.
L’église Notre-Dame-des-Victoires est une église située rue Augereau, dans le quartier du Faubourg de Béthune à Lille.
Ce site est desservi par la station de métro CHU - Centre Oscar-Lambret.

## Historique
Le quartier du Faubourg de Béthune, resté hors les murs lors de l'édification des nouvelles fortifications de la ville à la suite de son extension de 1858, n'est encore à cette époque qu'une zone rurale quasi exclusivement réservée à l'activité agricole. Ce quartier, dit alors « la banlieue d’Esquermes », connaît au cours de la seconde moitié du XIXe siècle et au début du XXe siècle un développement industriel considérable autour de l'expansion de la filature de coton Thiriez qui couvre, à la veille de la Première Guerre mondiale, une superficie de 19 hectares. Progressivement, le quartier se peuple d'habitations ouvrières et d'équipements collectifs, souvent à l'initiative des industriels Thiriez soucieux d'encadrer la vie des ouvriers de l'usine. En 1922, le quartier compte 2 700 habitants et la création d'un centre paroissial et l'édification d'une église apparaissent nécessaires pour pallier l'exiguïté de la chapelle proche de la « Crèche Thiriez » qui fait office de lieu de culte dominical. La construction de l'église est décidée une dizaine d'années plus tard et sa réalisation est confiée à l'architecte lillois Jean Delrue. Les travaux, engagés en 1935, sont achevés deux ans plus tard et l'inauguration a lieu à la fin de l’année 1937.

## Architecture
L'édifice est une vaste église-halle de style art-déco d'inspiration hollandaise. Elle est construite en briques de couleur vive, rehaussée de carreaux de céramique, sur une ossature de béton. Elle s'ouvre par un large porche en fer de lance et est flanquée d'un clocher massif qui renferme une chambre des cloches de 200 mètres cubes.

## Mobilier
Le carillon de l'église, installé à 20 mètres du sol, compte huit cloches fondues par Alfred Paccard en 1938, dont six disposées par deux sur trois fermes porteuses. Restauré en 1983, il reste très rarement joué.